# Catch-22 (novel·la)
Catch-22 és una novel·la satírica escrita per Joseph Heller i publicada el 1961. És una de les obres literàries de caràcter de protesta més importants de després de la Segona Guerra Mundial i un clàssic de la literatura estatunidenca. Tingué una adaptació cinematogràfica el 1970. La història de la novel·la tracta sobre un grup d'aviadors militars durant la Segona Guerra Mundial, reflectint experiències que l'autor visqué.
L'autor va començar a escriure-la poc després de tornar de participar en la Segona guerra mundial com a aviador de bombarders.

## Personatges
- Yossarian

El protagonista que tracta de tornar a sa casa mitjançant el compliment del nombre mínim de vols de bombardejos. Es veu frustrat perquè el seu superior, el coronel, no para de pujar el nombre mínim de vols per a poder tornar a casa perquè així acontenta els seus superiors. J.A. López Ribera considera que és un personatge nihilista perquè vol sobreviure coste el que coste i no creu en els valors del militarisme: el patriotisme, l'obediència cega i el respecte a la jerarquia.

## Anàlisis i interpretacions
Molts acadèmics interpreten que la novel·la pretén que el lector s'indigna per a prendre part d'una acció social. Així, Yossarian pren la "decisió ètica d'estimar què pot fer hom per a anar contra un sistema boig i destructiu" i executar-la. La decisió de Yossarian s'origina quan recorda de manera clara la mort de Snowden, ja que durant la novel·la les memòries no són recordades en la plenitud del seu horror.
Tracta el tema de la violència en la guerra des de l'absurd.

## Influència posterior
La novel·la tingué un gran èxit durant les protestes contra la Guerra de Vietnam, ja que els pacifistes hi estaven d'acord amb el missatge.
El títol de la novel·la passà a usar-se com a expressió comuna en anglès per a les situacions en què d'una mateixa norma emanen les conseqüències que impedeixen a un individu subjecte a ella d'escapar d'una situació que no destija.
La Cort Suprema dels Estats Units nomenà un cas amb el nom del cognom de l'autor. L'elecció del nom té sentit perquè es donava un situació com la de la llei apareguda a la novel·la a l'hora d'interpretar la Segona esmena de la Constitució dels Estats Units.